# PoloNews
PoloNews – pierwszy polski dwutygodnik polonijny wydawany w Pafos na Cyprze, jedyna gazeta polska adresowana do szerokiego kręgu odbiorców. 
PoloNews ukazuje się od kwietnia 2008 r.Wydawnictwo powstało z inicjatywy dwóch kobiet - Małgorzaty Kowalewskiej i Anity Pawlak. Pierwszy nakład - 100 egz. rozdawany był na ulicy w Pafos. Gazeta była produkowana domowym sposobem, w formacie A4. Od numeru 11 drukowana w drukarni w znacznie zwiększonym nakładzie i kolorowa okładką. PoloNews jest wydawnictwem bezpłatnym, dostępnym na całym Cyprze, a więc w Pafos, Larnace, Nikozji, Limassol i Paralimni.